# Península Muraviov-Amurski
La península Muraviov-Amurski (del ruso: полуостров Муравьёва-Амурского) es una península de la Rusia asiática localizada en la costa septentrional del golfo de Pedro el Grande, al que subdivide en la bahía del Amur, al oeste, y la bahía del Ussuri, al este. Tiene unos 30 km de longitud y 12 km de anchura. La península es el sitio en el que se ha levantado la ciudad de Vladivostok. 
El estrecho del Bósforo Oriental separa la ciudad y la península de la isla Russki. La costa oriental de la península tiene las playas de arena de la bahía Lazurnaya.
Anteriormente llamada península de Vladivostok,[cita requerida] fue rebautizada en memoria del conde Nikolái Muraviov-Amurski.

## Relieve
El relieve es regular con tres colinas dominantes y una depresión importante (-5 metros). La península tiene un suelo arcilloso y pantanoso, pero estable, haciendo fácil su edificación sobre dicho suelo.

## Colaboraciones
- https://web.archive.org/web/20070303032407/http://www.viajes-a.net/ciudad/Vladivostok-662.htm
- http://www.google.es/

- Datos: Q715179